# Gennaro D'Amato
Gennaro D'Amato o Amato (Napoli, 1º aprile 1857 – Pieve Ligure, 18 novembre 1947) è stato un illustratore, pittore e saggista italiano tra i principali illustratori dei romanzi e dei racconti di Emilio Salgari, autore dell'immagine di Sandokan; della sua opera pittorica si ricordano soprattutto due grandi dipinti raffiguranti il "Giubileo della regina Vittoria" e numerosi ritratti.

## Biografia
Figlio di Ferdinando e di Maria Raiola, esordì nel 1878 pubblicando caricature sul giornale satirico napoletano Bello Gasparre; nel 1881 si trasferì a Genova dove iniziò a collaborare al periodico L'Epoca; dal 1884 passò a collaborare con alcuni periodici torinesi, quali L'Illustrazione Italiana, Giornale per ridere, Mondo piccino e Giornale dei fanciulli; realizzò anche illustrazioni per una sessantina di libri di vari editori (Treves, Donath, Sonzogno, Aliprandi, Bemporad); illustrò opere di diversi autori e, soprattutto, quelle romanzesche di Emilio Salgari, del quale diverrà uno dei principali punti di riferimento iconografici insieme a Pipein Gamba e Alberto della Valle, al punto di venir considerato l'ideatore dell'immagine di Sandokan. Dal 1894 al 1901 si trasferì all'estero per collaborare con riviste di editori di Francia e Gran Bretagna: L'Illustration, The Illustrated London News e TheGraphic; dal 1901 rientrò, per vari anni,  a Parigi dove si occupò delle illustrazioni delle opere di Michel Masson e A. Theuriet.
Tornato in Italia, fece tappa, per alcuni anni, a Genova, dove iniziò a collaborare con riviste quali Musica e musicisti (1900), Il Secolo XX (1905-12), Ars et Labor, La Lettura e il Corriere dei piccoli (1909), sempre continuando la sua collaborazione con L'Illustrazione Italiana, Illustration e The Illustrated London News. Dal 1936 divenne accademico di merito dell'Accademia Ligustica di Belle Arti di Genova.
Occultista, pubblicò, nel 1913,  per l'editore Spiotti di Genova , AVM: principio fonndamentale originario delle arti umane; cultore erudito di studi atlantidei, nel 1930 uscì, per le edizioni Alpes, Il Processo all'Atlantide di Platone, opera in anni a noi più prossimi ristampata da Melita editore (La Spezia). Ritiratosi dall'attività di illustratore, visse, nei suoi ultimi decenni, a Pieve Ligure vicino a Genova, ove è scomparso nel 1947. 
Ampia serie di schizzi dal vero di D'Amato, si conserva al Museo della Villetta Negro in Genova; suoi dipinti sono presenti nel genovese Museo del Risorgimento.

## Opere
Saggi principali

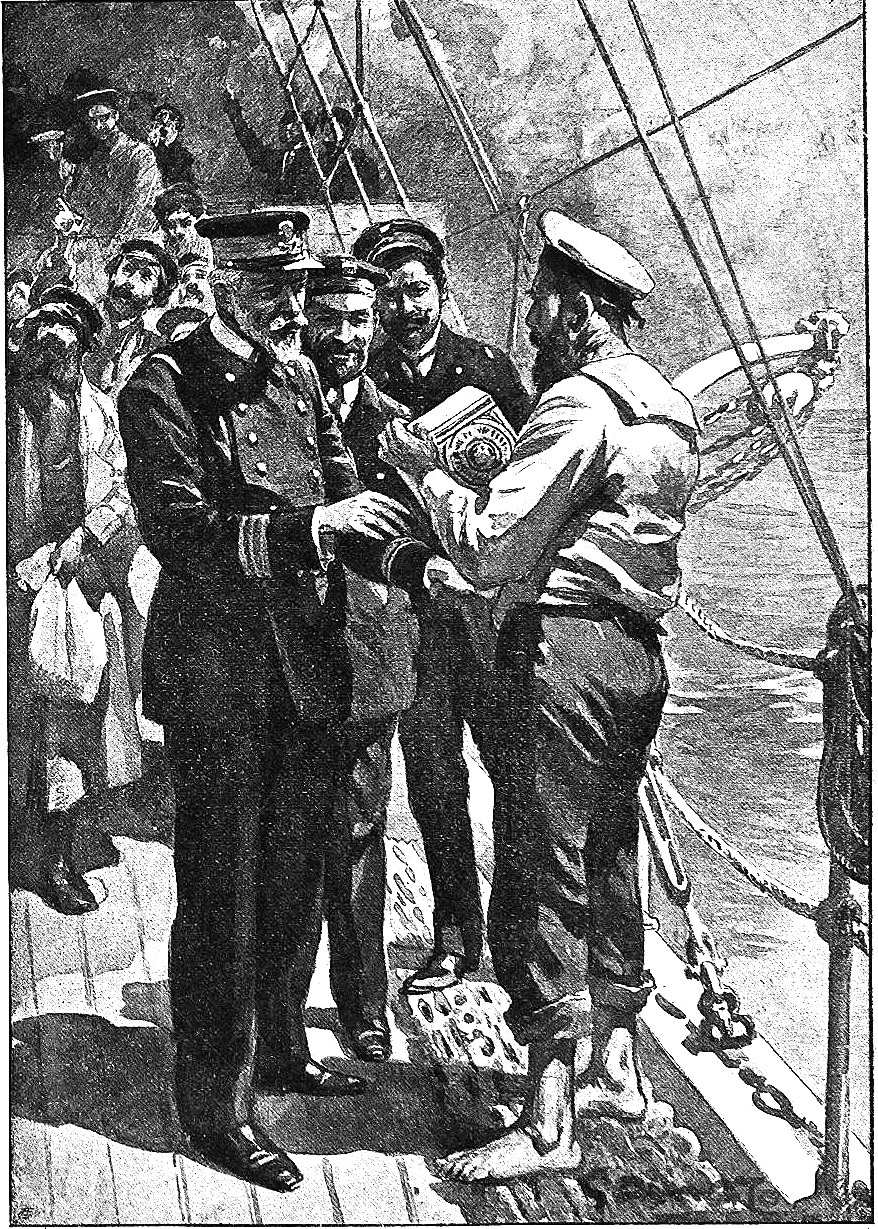
Illustrazione tratta da Il re dell'aria di Emilio Salgari

- AVM - Principio fondamentale originario delle arti umane, 1913
- I documenti archeologici dell'Atlantide, 1924
- L'inizio del sapere e della civiltà, 1925
- Il processo all'Atlantide di Platone, Milano 1930

Principali libri illustrati
- I pescatori di balene (Treves, 1894)
- Le pantere d'Algeri (Donath, 1903),
- La città del re lebbroso (Donath, 1904)
- Sull'Atlante (R. Bemporad & figlio, 1907), insieme con Alberto della Valle
- Il re dell'aria (Bemporad, 1907) insieme con Alberto della Valle
- Sandokan alla riscossa (Bemporad, 1907) insieme con Alberto della Valle (e la copertina di un'edizione successiva ripresa da Sonzogno, 1930)
- Sulle frontiere del Far-West (Bemporad, 1908) insieme con Alberto della Valle
- Una sfida al Polo (Bemporad, 1909) insieme con Alberto della Valle
- I corsari delle Bermude (Bemporad, 1909) insieme con Alberto della Valle
- La Bohème italiana (Bemporad, 1909) insieme con Arnaldo Tanghetti
- La crociera della Tuonante (Bemporad, 1910) insieme con Alberto della Valle
- Le selve ardenti (Bemporad, 1910) insieme con Alberto della Valle
- Storie rosse (Bemporad, 1910), insieme con Alberto della Valle, Giuseppe Garibaldi Bruno e Carlo Chiostri
- Il Bramino dell'Assam (Bemporad, 1911)
- La caduta d'un impero (Bemporad, 1911, postumo)